# Gran rodeo
Gran rodeo (I Eats My Spinach) è un film del 1933 diretto da Dave Fleischer. È il terzo cortometraggio d'animazione della serie Braccio di Ferro, uscito negli Stati Uniti il 17 novembre 1933. Rappresenta l'esordio di Mae Questel come voce del personaggio di Olivia Oyl.

## Trama
Braccio di Ferro arriva a casa di Olivia e lancia un sasso contro la finestra del suo appartamento per invitarla al rodeo, cosa che la ragazza accetta. Allo stadio, dopo che Olivia permette al suo fidanzato di riutilizzare il suo biglietto passandoglielo di nascosto, in due assistono all'agile dimostrazione di equitazione di Bluto, che include persino la divisione del suo cavallo in tre cavalli più piccoli. Bluto saluta Olivia, che sembra ammaliata da lui. Braccio di Ferro quindi fa una dimostrazione di equitazione a sua volta, e le sue imprese altrettanto fantasiose stupiscono il pubblico. L'evento successivo è il combattimento di manzi, in cui Bluto non è altrettanto abile, ma Braccio di Ferro e l'animale si cimentano in varie mosse di wrestling professionistico finché quest'ultimo non si arrende. Un toro feroce fugge dal suo recinto e Bluto cerca di catturarlo finendo però per ritrovarsi legato. Mentre Braccio di Ferro usa le sue mosse da matador sull'animale, Bluto coglie l'occasione per catturare Olivia con il lazo. La ragazza chiede aiuto a Braccio di Ferro, e la situazione degenera in un inseguimento fuori dallo stadio tra Olivia, Bluto, Braccio di Ferro e il toro; ne segue una colluttazione tra Bluto e Braccio di Ferro, che mette al tappeto l'avversario mangiando i suoi spinaci. Poi il toro si lancia contro di lui, ma viene trasformato in un intero mercato della carne da un singolo potente pugno.

## Distribuzione

### Edizione italiana
L'unico doppiaggio italiano conosciuto fu realizzato dalla C.R.C. per la trasmissione del corto sulle reti Rai a metà anni 1990. Non essendo stata registrata una colonna internazionale, fu sostituita la musica presente durante i dialoghi.

### Edizioni home video
Il corto fu pubblicato in DVD-Video in America del Nord il 31 luglio 2007 nel primo disco della raccolta Popeye the Sailor: Volume One, dove è visibile anche con un commento audio di Michael Barrier.